# Ramón Iribarren Cavanilles
Ramón Iribarren Cavanilles (Irun, 15 d'abril de 1900 - Vallecas, 21 de febrer de 1967) fou un enginyer basc, acadèmic de la Reial Acadèmia de Ciències Exactes, Físiques i Naturals. Era germà de Luis Iribarren Cavanilles.

## Biografia
Membre d'una família benestant, va estudiar ciències exactes a la Universitat Complutense de Madrid, però finalment es va llicenciar el 1927 a l'Escola Especial d'Enginyers de Camins, Canals i Ports, on mostrà interès per l'enginyeria portuària. Fou destinat a Girona, on va estudiar els formigons, i el 1929 tornà al País Basc, on fou nomenat enginyer del Grup de Ports de Guipúscoa. Això li va permetre ser autor dels projectes i construcció dels ports d'Hondarribia, Sant Sebastià, Getaria, Zumaia, Mutriku, Orio i Deba i ser considerat com un dels pares de l'enginyeria marítima. Destacà en el disseny d'estructures portuàries i dics, i en el seu estudi sobre el talús límit entre el trencament i la reflexió de l'onatge, que va originar el nombre d'Iribarren (que relaciona el pes de l'escullera amb l'altura de l'ona, les constants trigonomètriques del talús i la densitat del bloc).
Entre 1939 i 1961 fou professor de Ports a l'Escola Especial d'Enginyers de Camins, Canals i Ports de Madrid, i el 1948 aconseguí instal·lar-hi un laboratori propi. Entre altres condecoracions, va rebre la Gran Creu de l'Orde d'Alfons X el Savi, l'encomana i gran creu de l'Orde del Mèrit Civil i la Creu del Mèrit Aeronàutic. En juny de 1959 fou escollit acadèmic de la Reial Acadèmia de Ciències Exactes, Físiques i Naturals. Va morir en un accident de trànsit quan viatjava de Vallecas cap a València el 21 de febrer de 1967 quan provava el cotxe FIAT 1500.

## Obres
- Obras Marítimas: oleaje y diques (1954)
- Generalización de la fórmula para el cálculo de los diques de escollera y comprobación de sus coeficientes Arxivat 2016-04-13 a Wayback Machine. (1938)
- Obras de abrigos en puertos Arxivat 2016-04-13 a Wayback Machine. (1941)
- Corrientes y transportes de arenas originados por el oleaje Arxivat 2016-04-13 a Wayback Machine. (1947)
- Cálculo de diques verticales
- Talud límite entre la rotura y la reflexión de la ola
- Violentas presiones accidentales producidas por la rotura de las olas